# MacOS 카탈리나
macOS 카탈리나(macOS Catalina, 버전 10.15)는 애플의 16번째 매킨토시 컴퓨터용 운영체제인 macOS로, 30주년을 맞이한 애플의 최대 행사인 WWDC 2019에서 이를 공개하였다. 정식 출시 일정을 2019년 9월로 공지했었으나, 여러 이유들로 정식 출시가 10월로 연기되었다. macOS 카탈리나는 64비트 애플리케이션만 지원하는 최초의 macOS로, 이후로도 macOS 기기 모두 64비트 애플리케이션만 지원하게 되었다. 이후 후속 기기가 2020년 11월 12일에 MacOS 빅서라는 이름으로 출시되었다.
카탈리나는 남부 캘리포니아주의 샌타카탈리나섬의 이름을 따서 명명되었다.

## 지원 기기
masOS 카탈리나는 macOS 모하비에서 지원되던 기기들에서 모두 정상적으로 실행되며, 4GB의 저장공간을 필요로 하여 이전의 모델인 맥 OS X 라이언의 2GB보다 두 배의 저장공간을 필요로 한다.
- MacBook(2015년 상반기 이후 모델)
- MacBook Air(2012년 중반기 이후 모델)
- MacBook Pro(2012년 중반기 이후 모델)
- Mac mini(2012년 하반기 이후 모델)
- iMac(2012년 하반기 이후 모델)
- iMac Pro(2017년 모델)
- Mac Pro(권장 사양의 Metal 지원 그래픽 카드를 탑재한 2013년 하반기, 2010년 중반기 및 2012년 중반기 모델)

카탈리나를 공식적으로 설치되지 않는 구형 컴퓨터에 카탈리나를 설치 할 수 있도록, 패치를 개발했다.

## 특징과 변화

### iTunes
iTunes가 18년만에 사라졌으며, Apple Music, Apple Podcasts과 Apple TV으로 각각의 앱으로 제공되어 기존의 iTunes를 대체하게 되었다.

### Sidecar
iPad의 운영체제가 iPadOS로 새롭게 출시하면서 Sidecar를 새롭게 도입했는데, Sidecar는 iPad를 또 다른 디스플레이나 크리에이티브한 Mac 앱에서 입력기기로 사용할 수 있도록 확장할 수 있다.

### SwiftUI
기존에는 개발자들이 앱을 개발할 때 XIB(Xcode Interface Builder)와 Storyboard를 통해 사용자 인터페이스를 구축했으며 이는 개발에 시간이 오래 걸리고, 초보 개발자들이 개발하기에 쉽지 않았다. 결국 macOS 카탈리나에서는 기본적으로 Xcode의 버전을 11로 제공, SwiftUI를 새롭게 제공하여 단 하나의 도구 구성 및 API를 통해 사용자 인터페이스를 구축할 수 있다. 공식 개발 언어인 Swift의 성능을 바탕으로 만들어진 SwiftUI는 Xcode에서 디자인 도구와 매끄럽게 연동되면서 코드와 디자인이 동기화된다. 무엇보다 유동적 글자 크기 조절, 다크 모드, 현지화 및 손쉬운 사용을 자동 지원하여 귀찮은 작업을 줄이고 이전보다 간편하게 앱을 개발 할 수 있다.

## 반응
macOS 카탈리나가 출시되고 대체적으로 비평가들은 호평을 보냈지만, 일부 비평가들은 카탈리나가 이전 모델들보다 안정성이 떨어졌다고 비판했다. 또한 사용자 대면 보안 장치가 더 광범위하게 추가된 것이 상당히 거슬리고, 성가시다는 혹평도 받았다.

## 출시 역사
|  | 이전 릴리스 |  | 현재 릴리스 |

| 버전    | 빌드          | 날짜             | 다윈                                                    | 릴리스 노트                                              | 다운로드                                                                    |
| ------- | ------------- | ---------------- | ------------------------------------------------------- | -------------------------------------------------------- | --------------------------------------------------------------------------- |
| 10.15   | 19A583        | 2019년 10월 7일  | 19.0.0                                                  | Security content                                         |                                                                             |
| 10.15   | 19A602        | 2019년 10월 15일 | 19.0.0                                                  | 보충 업데이트                                            |                                                                             |
| 10.15   | 19A603        | 2019년 10월 21일 | 19.0.0                                                  | 보충 업데이트                                            |                                                                             |
| 10.15.1 | 19B88         | 2019년 10월 29일 | 19.0.0 xnu-6153.41.3~29                                 | About the macOS Catalina 10.15.1 Update Security content | macOS 10.15.1 Update                                                        |
| 10.15.2 | 19C57 & 19C58 | 2019년 12월 10일 | 19.2.0 xnu-6153.61.1~20                                 | About the macOS Catalina 10.15.2 Update Security content | macOS 10.15.2 Update macOS 10.15.2 Combo Update                             |
| 10.15.3 | 19D76         | 2020년 1월 28일  | 19.3.0 xnu-6153.81.5~1                                  | About the macOS Catalina 10.15.3 Update Security content | macOS 10.15.3 Update macOS 10.15.3 Combo Update                             |
| 10.15.4 | 19E266        | 2020년 3월 24일  | 19.4.0 xnu-6153.101.6~15                                | About the macOS Catalina 10.15.4 Update Security content | macOS 10.15.4 Update macOS 10.15.4 Combo Update                             |
| 10.15.4 | 19E287        | 2020년 4월 8일   | 19.4.0 xnu-6153.101.6~15                                | 보충 업데이트                                            | macOS 10.15.4 Supplemental Update                                           |
| 10.15.5 | 19F96         | 2020년 5월 26일  | 19.5.0 xnu-6153.121.1~7                                 | About the macOS Catalina 10.15.5 Update Security content | macOS 10.15.5 Update macOS 10.15.5 Combo Update                             |
| 10.15.5 | 19F101        | 2020년 6월 1일   | 19.5.0 xnu-6153.121.2~2                                 | 보충 업데이트 Security content                           | macOS 10.15.5 Supplemental Update                                           |
| 10.15.6 | 19G73         | 2020년 7월 15일  | 19.6.0 xnu-6153.141.1~9 Jul 5 00:43:10 PDT 2020         | About the macOS Catalina 10.15.6 Update Security content | macOS 10.15.6 Update macOS 10.15.6 Combo Update                             |
| 10.15.6 | 19G2021       | 2020년 8월 12일  | 19.6.0 xnu-6153.141.1~1 Jun 18 20:49:00 PDT 2020        | 보충 업데이트                                            | macOS 10.15.6 Supplemental Update                                           |
| 10.15.7 | 19H2          | 2020년 9월 24일  | 19.6.0 xnu-6153.141.2~1 Mon Aug 31 22:12:52 PDT 2020    | About the macOS Catalina 10.15.7 Update Security content | macOS 10.15.7 Update macOS 10.15.7 Combo Update                             |
| 10.15.7 | 19H4          | 2020년 10월 27일 | 19.6.0 xnu-6153.141.2~1 Mon Aug 31 22:12:52 PDT 2020    | About the macOS Catalina 10.15.7 Update Security content | macOS 10.15.7 Update macOS 10.15.7 Combo Update                             |
| 10.15.7 | 19H15         | 2020년 11월 5일  | 19.6.0 xnu-6153.141.2.2~1 Thu Oct 29 22:56:45 PDT 2020  | 보충 업데이트 Security content                           | macOS 10.15.7 Supplemental Update macOS 10.15.7 Supplemental Update (Combo) |
| 10.15.7 | 19H114        | 2020년 12월 14일 | 19.6.0 xnu-6153.141.10~1 Tue Nov 10 00:10:30 PST 2020   | About the security content of Security Update 2020-001   | Security Update 2020-001 (Catalina)                                         |
| 10.15.7 | 19H512        | 2021년 2월 1일   | 19.6.0 xnu-6153.141.16~1 Tue Jan 12 22:13:05 PST 2021   | About the security content of Security Update 2021-001   | Security Update 2021-001 (Catalina)                                         |
| 10.15.7 | 19H524        | 2021년 2월 9일   | 19.6.0 xnu-6153.141.16~1 Tue Jan 12 22:13:05 PST 2021   | 보충 업데이트 Security content                           | macOS Catalina 10.15.7 Supplemental Update 2                                |
| 10.15.7 | 19H1030       | 2021년 4월 26일  | 19.6.0 xnu-6153.141.28.1~1 Mon Apr 12 20:57:45 PDT 2021 | About the security content of Security Update 2021-002   | Security Update 2021-002 (Catalina)                                         |
| 10.15.7 | 19H1217       | 2021년 5월 24일  | 19.6.0 xnu-6153.141.33~1 Thu May 6 00:48:39 PDT 2021    | About the security content of Security Update 2021-003   | Security Update 2021-003 (Catalina)                                         |
| 10.15.7 | 19H1323       | 2021년 7월 21일  | 19.6.0 xnu-6153.141.35~1 Thu Jun 22 19:49:55 PDT 2021   | About the security content of Security Update 2021-004   | Security Update 2021-004 (Catalina)                                         |
| 10.15.7 | 19H1417       | 2021년 9월 13일  | 19.6.0 xnu-6153.141.40~1 Tue Aug 24 20:28:00 PDT 2021   | About the security content of Security Update 2021-005   | Security Update 2021-005 (Catalina)                                         |
| 10.15.7 | 19H1419       | 2021년 9월 23일  | 19.6.0 xnu-6153.141.40.1~1 Thu Sep 16 20:58:47 PDT 2021 | About the security content of Security Update 2021-006   | Security Update 2021-006 (Catalina)                                         |
| 10.15.7 | 19H1519       | 2021년 10월 25일 | 19.6.0 xnu-6153.141.43~1 Tue Oct 12 18:34:05 PDT 2021   | About the security content of Security Update 2021-007   | Security Update 2021-007 (Catalina)                                         |